# 紫色多紀魨
紫色多紀鲀（学名：Takifugu porphyreus）为輻鰭魚綱魨形目四齒魨亞目四齒鲀科的一種。其种加词“Porphyreus”意为“紫色的”。

## 分布
本魚分布于西北太平洋區，包括日本北海道以南、俄羅斯遠東地區、朝鮮半島、中國東海等海域。

## 特徵
本魚體呈圓筒形，被覆由鱗片特化的細棘；口小。體背深褐色，並有白色的圓斑點散布，腹部白色。胸鰭正後方及背鰭基底各具有一大黑斑。胸鰭、腹鰭淡黃色，背鰭和尾鰭褐色，尾鰭截形，背鰭軟條12至17枚；臀鰭軟條11至15枚，有一條淡黃色細條紋橫貫魚體中央，體長可達52公分。

## 經濟利用
在日本為食用魚，但其卵巢、肝臟、皮膚、腸子及血液均具有河豚毒素。